# Scream (sèrie de televisió)
Scream és una sèrie de televisió creada per Bob i Harvey Weinstein, basats en la pel·lícula del mateix nom, escrita per Kevin Williamson i dirigida per Wes Craven. És protagonitzada per Willa Fitzgerald, Bex Taylor-Klaus i Carlson Young. Va ser estrenada el 30 de juny de 2015. El 29 de juliol de 2015, MTV va renovar la sèrie per a una segona temporada.

## Argument
Quan un incident de ciberassetjament resulta en un brutal assassinat, un grup d'adolescents amb dues velles amigues lluitant per reconciliar-se es converteix en sospitós, objectiu i víctima d'un assassí que va poder haver-se inspirat en una matança ocorreguda anys enrere, que segueix perseguint els habitants del lloc.

## Repartiment
Personatges principals
- Willa Fitzgerald com Emma Duval.
- Bex Taylor-Klaus com Audrey Jensen.
- John Karna com Noah Foster.
- Amadeus Serafini com Kieran Wilcox.
- Connor Weil com Will Belmont.
- Carlson Young com Brooke Maddox.
- Jason Wiles com el xèrif Clark Hudson.
- Tracy Middendorf com Daisy/Margaret "Maggie" Duval.

Aparició especial
- Bella Thorne com Nina Patterson.
- Max Lloyd-Jones com Tyler O'Neil.

Personatges recurrents
- Bobby Campo com Seth Palmer/Seth Branson.
- Tom Maden com Jake Fitzgerald.
- Sosie Bacon com Rachael Murray.
- Brianne Tju com Riley Marra.
- Bryan Batt com Quinn Maddox.
- Sophina Brown com la detectiu Lorraine Brock.
- Amelia Rose Blaire com Piper Shaw.
- Tom Everett Scott com Kevin Duval.

## Producció
El juny de 2012, es va informar que MTV estava en les primeres etapes del desenvolupament d'una sèrie de televisió basada en la saga cinematogràfica Scream.
A l'abril de 2013, es confirma que MTV havia donat llum verda per a desenvolupar un episodi pilot, amb Wes Craven en converses per dirigir.
Al juliol de 2013, es va informar que Jay Beattie i Dan Dworkin es van unir al projecte per a escriure el guió del pilot. A l'abril de 2014, es va donar a conèixer que la sèrie seria escrita per Jill Blotevogel. L'agost de 2014, la sèrie anuncia la seva elenc i amb Jamie Travis com a director. La sèrie va ser originalment planejada per ser estrenada a mitjans de 2014, però, va ser canviada per a l'estiu de 2015.
El 12 d'abril de 2015, es va donar a conèixer que la sèrie seria estrenada el 30 juny 2015.

## Càsting
El 5 d'agost de 2014, tant l'elenc principal i elenc recurrent van ser anunciats. No obstant això, el 15 d'agost, es va donar a conèixer que Bex Taylor-Klaus reemplaçaria a Amy Forsyth com Audrey Jensen. El 22 de febrer 2015, es revela que Joel Gretsch, qui interpreta al xèrif Clark Hudson seria reemplaçat per Jason Wiles. L'11 de desembre de 2014, durant una entrevista, Bella Thorne va revelar que seria part de l'elenc, dient "Sí, és veritat. Vaig a tornar a representar la famosa escena de Drew Barrymore en el sèrie original ".